# 1952 en els vols espacials
Aquest article és una llista d'esdeveniments de vols espacials relacionats que es van produir el 1952.

## Llançaments
| Data i hora (UTC)    | Coet                                                                                     | Coet                                | Plataforma de llançament         | Plataforma de llançament         | LSP                                                | LSP                                                |
| -------------------- | ---------------------------------------------------------------------------------------- | ----------------------------------- | -------------------------------- | -------------------------------- | -------------------------------------------------- | -------------------------------------------------- |
| Data i hora (UTC)    | Càrrega útil                                                                             | Operador                            | Òrbita                           | Funció                           | Deteriorament (UTC)                                | Resultat                                           |
| Data i hora (UTC)    | Comentaris                                                                               |                                     |                                  |                                  |                                                    |                                                    |
| Gener                |                                                                                          |                                     |                                  |                                  |                                                    |                                                    |
| 30 de gener 20:45    | Estats Units - Aerobee RTV-A-1a                                                          | Estats Units - Aerobee RTV-A-1a     | Estats Units - Holloman LC-A     | Estats Units - Holloman LC-A     | Estats Units - ARDC                                | Estats Units - ARDC                                |
| 30 de gener 20:45    |                                                                                          | ARDC/Utah                           | Suborbital                       | Ionosfèric                       | 30 de gener                                        | Error de llançament                                |
| Febrer               |                                                                                          |                                     |                                  |                                  |                                                    |                                                    |
| 19 de febrer 14:49   | Estats Units - Aerobee RTV-A-1c                                                          | Estats Units - Aerobee RTV-A-1c     | Estats Units - Holloman LC-A     | Estats Units - Holloman LC-A     | Estats Units - ARDC                                | Estats Units - ARDC                                |
| 19 de febrer 14:49   | Estats Units - Airglow                                                                   | ARDC                                | Suborbital                       |                                  | 19 de febrer                                       | Error de llançament                                |
| d'abril              |                                                                                          |                                     |                                  |                                  |                                                    |                                                    |
| 22 d'abril 17:28     | Estats Units - Aerobee RTV-A-1                                                           | Estats Units - Aerobee RTV-A-1      | Estats Units - Holloman LC-A     | Estats Units - Holloman LC-A     | Estats Units - ARDC                                | Estats Units - ARDC                                |
| 22 d'abril 17:28     |                                                                                          | ARDC                                | Suborbital                       | Ionosfèric                       | 22 d'abril                                         | Reeixit                                            |
| 22 d'abril 17:28     | Apogeu: 116 km                                                                           |                                     |                                  |                                  |                                                    |                                                    |
| 30 d'abril 13:30     | Estats Units - Aerobee RTV-N-10                                                          | Estats Units - Aerobee RTV-N-10     | Estats Units - White Sands LC-35 | Estats Units - White Sands LC-35 | Estats Units - Marina dels Estats Units d'Amèrica  | Estats Units - Marina dels Estats Units d'Amèrica  |
| 30 d'abril 13:30     |                                                                                          | NRL                                 | Suborbital                       | Astronomia UV                    | 30 d'abril                                         | Reeixit                                            |
| 30 d'abril 13:30     | Apogeu: 128 km                                                                           |                                     |                                  |                                  |                                                    |                                                    |
| Maig                 |                                                                                          |                                     |                                  |                                  |                                                    |                                                    |
| 1 de maig 14:59      | Estats Units - Aerobee RTV-N-10                                                          | Estats Units - Aerobee RTV-N-10     | Estats Units - White Sands LC-35 | Estats Units - White Sands LC-35 | Estats Units - Marina dels Estats Units d'Amèrica  | Estats Units - Marina dels Estats Units d'Amèrica  |
| 1 de maig 14:59      |                                                                                          | NRL                                 | Suborbital                       | Astronomia UV                    | 1 de maig                                          | Reeixit                                            |
| 1 de maig 14:59      | Apogeu: 126 km                                                                           |                                     |                                  |                                  |                                                    |                                                    |
| 5 de maig 13:44      | Estats Units - Aerobee RTV-N-10                                                          | Estats Units - Aerobee RTV-N-10     | Estats Units - White Sands LC-35 | Estats Units - White Sands LC-35 | Estats Units - Marina dels Estats Units d'Amèrica  | Estats Units - Marina dels Estats Units d'Amèrica  |
| 5 de maig 13:44      |                                                                                          | NRL                                 | Suborbital                       | Astronomia UV                    | 5 de maig                                          | Reeixit                                            |
| 5 de maig 13:44      | Apogeu: 137 km                                                                           |                                     |                                  |                                  |                                                    |                                                    |
| 20 de maig 16:06     | Alemanya - V-2                                                                           | Alemanya - V-2                      | Estats Units - White Sands LC-33 | Estats Units - White Sands LC-33 | Estats Units - Exèrcit dels Estats Units d'Amèrica | Estats Units - Exèrcit dels Estats Units d'Amèrica |
| 20 de maig 16:06     |                                                                                          | Exèrcit dels Estats Units d'Amèrica | Suborbital                       |                                  | 20 de maig                                         | Reeixit                                            |
| 20 de maig 16:06     | Llançament del projecte Hermes, Apogeu: 124 km                                           |                                     |                                  |                                  |                                                    |                                                    |
| Juny                 |                                                                                          |                                     |                                  |                                  |                                                    |                                                    |
| 6 de juny 17:30      | Estats Units - Viking                                                                    | Estats Units - Viking               | Estats Units - White Sands ALA-1 | Estats Units - White Sands ALA-1 | Estats Units - Marina dels Estats Units d'Amèrica  | Estats Units - Marina dels Estats Units d'Amèrica  |
| 6 de juny 17:30      | Estats Units - Viking 8                                                                  | NRL                                 | Suborbital                       | Solar                            | 6 de juny                                          | Error de llançament                                |
| 6 de juny 17:30      | Accidentalment es va posar en marxa durant la prova de foc en zona estàtica              |                                     |                                  |                                  |                                                    |                                                    |
| 18 de juny 17:50     | Estats Units - Aerobee RTV-A-1                                                           | Estats Units - Aerobee RTV-A-1      | Estats Units - Holloman LC-A     | Estats Units - Holloman LC-A     | Estats Units - ARDC                                | Estats Units - ARDC                                |
| 18 de juny 17:50     |                                                                                          | ARDC                                | Suborbital                       |                                  | 18 de juny                                         | Reeixit                                            |
| 18 de juny 17:50     | Apogeu: 137 km                                                                           |                                     |                                  |                                  |                                                    |                                                    |
| 30 de juny 14:32     | Estats Units - Aerobee RTV-A-1                                                           | Estats Units - Aerobee RTV-A-1      | Estats Units - Holloman LC-A     | Estats Units - Holloman LC-A     | Estats Units - ARDC                                | Estats Units - ARDC                                |
| 30 de juny 14:32     | Estats Units - Airglow 1                                                                 | ARDC                                | Suborbital                       |                                  | 30 de juny                                         | Reeixit                                            |
| 30 de juny 14:32     | Apogeu: 101 km                                                                           |                                     |                                  |                                  |                                                    |                                                    |
| Agost                |                                                                                          |                                     |                                  |                                  |                                                    |                                                    |
| 1 d'agost            | Alemanya - Unió Soviètica - R-2                                                          | Alemanya - Unió Soviètica - R-2     | Unió Soviètica - Kapustin Iar    | Unió Soviètica - Kapustin Iar    | Unió Soviètica - OKB-1                             | Unió Soviètica - OKB-1                             |
| 1 d'agost            |                                                                                          | OKB-1                               | Suborbital                       | Proves de míssils                | 1 d'agost                                          | Reeixit                                            |
| 1 d'agost            | Apogeu: 150 km                                                                           |                                     |                                  |                                  |                                                    |                                                    |
| 8 d'agost            | Alemanya - Unió Soviètica - R-2                                                          | Alemanya - Unió Soviètica - R-2     | Unió Soviètica - Kapustin Iar    | Unió Soviètica - Kapustin Iar    | Unió Soviètica - OKB-1                             | Unió Soviètica - OKB-1                             |
| 8 d'agost            |                                                                                          | OKB-1                               | Suborbital                       | Proves de míssils                | 8 d'agost                                          | Reeixit                                            |
| 8 d'agost            | Apogeu: 150 km. El primer llançament de les proves en producció de garantia de qualitat. |                                     |                                  |                                  |                                                    |                                                    |
| 20 d'agost           | Alemanya - Unió Soviètica - R-1                                                          | Alemanya - Unió Soviètica - R-1     | Unió Soviètica - Kapustin Iar    | Unió Soviètica - Kapustin Iar    | Unió Soviètica - OKB-1                             | Unió Soviètica - OKB-1                             |
| 20 d'agost           |                                                                                          | OKB-1                               | Suborbital                       | Proves de míssils                | 20 d'agost                                         | Reeixit                                            |
| 20 d'agost           | Apogeu: 100 km                                                                           |                                     |                                  |                                  |                                                    |                                                    |
| 21 d'agost           | Alemanya - Unió Soviètica - R-1                                                          | Alemanya - Unió Soviètica - R-1     | Unió Soviètica - Kapustin Iar    | Unió Soviètica - Kapustin Iar    | Unió Soviètica - OKB-1                             | Unió Soviètica - OKB-1                             |
| 21 d'agost           |                                                                                          | OKB-1                               | Suborbital                       | Proves de míssils                | 21 d'agost                                         | Reeixit                                            |
| 21 d'agost           | Apogeu: 100 km                                                                           |                                     |                                  |                                  |                                                    |                                                    |
| 25 d'agost           | Alemanya - Unió Soviètica - R-1                                                          | Alemanya - Unió Soviètica - R-1     | Unió Soviètica - Kapustin Iar    | Unió Soviètica - Kapustin Iar    | Unió Soviètica - OKB-1                             | Unió Soviètica - OKB-1                             |
| 25 d'agost           |                                                                                          | OKB-1                               | Suborbital                       | Proves de míssils                | 25 d'agost                                         | Reeixit                                            |
| 25 d'agost           | Apogeu: 100 km                                                                           |                                     |                                  |                                  |                                                    |                                                    |
| 26 d'agost 18:53     | Estats Units - Aerobee RTV-A-1a                                                          | Estats Units - Aerobee RTV-A-1a     | Estats Units - Holloman LC-A     | Estats Units - Holloman LC-A     | Estats Units - ARDC                                | Estats Units - ARDC                                |
| 26 d'agost 18:53     |                                                                                          | ARDC/Utah                           | Suborbital                       | Ionosfèric                       | 26 d'agost                                         | Error de llançament                                |
| 26 d'agost 18:53     | Apogeu: 32 km                                                                            |                                     |                                  |                                  |                                                    |                                                    |
| Agost                | Alemanya - Unió Soviètica - R-2                                                          | Alemanya - Unió Soviètica - R-2     | Unió Soviètica - Kapustin Iar    | Unió Soviètica - Kapustin Iar    | Unió Soviètica - OKB-1                             | Unió Soviètica - OKB-1                             |
| Agost                |                                                                                          | OKB-1                               | Suborbital                       | Proves de míssils                | rowspan=1                                          | Desconegut                                         |
| Agost                | Apogeu: 150 km                                                                           |                                     |                                  |                                  |                                                    |                                                    |
| Agost                | Alemanya - Unió Soviètica - R-2                                                          | Alemanya - Unió Soviètica - R-2     | Unió Soviètica - Kapustin Iar    | Unió Soviètica - Kapustin Iar    | Unió Soviètica - OKB-1                             | Unió Soviètica - OKB-1                             |
| Agost                |                                                                                          | OKB-1                               | Suborbital                       | Proves de míssils                | rowspan=1                                          | Desconegut                                         |
| Agost                | Apogeu: 150 km                                                                           |                                     |                                  |                                  |                                                    |                                                    |
| Agost                | Alemanya - Unió Soviètica - R-2                                                          | Alemanya - Unió Soviètica - R-2     | Unió Soviètica - Kapustin Iar    | Unió Soviètica - Kapustin Iar    | Unió Soviètica - OKB-1                             | Unió Soviètica - OKB-1                             |
| Agost                |                                                                                          | OKB-1                               | Suborbital                       | Proves de míssils                | rowspan=1                                          | Desconegut                                         |
| Agost                | Apogeu: 150 km                                                                           |                                     |                                  |                                  |                                                    |                                                    |
| Agost                | Alemanya - Unió Soviètica - R-2                                                          | Alemanya - Unió Soviètica - R-2     | Unió Soviètica - Kapustin Iar    | Unió Soviètica - Kapustin Iar    | Unió Soviètica - OKB-1                             | Unió Soviètica - OKB-1                             |
| Agost                |                                                                                          | OKB-1                               | Suborbital                       | Proves de míssils                | rowspan=1                                          | Desconegut                                         |
| Agost                | Apogeu: 150 km                                                                           |                                     |                                  |                                  |                                                    |                                                    |
| Agost                | Alemanya - Unió Soviètica - R-2                                                          | Alemanya - Unió Soviètica - R-2     | Unió Soviètica - Kapustin Iar    | Unió Soviètica - Kapustin Iar    | Unió Soviètica - OKB-1                             | Unió Soviètica - OKB-1                             |
| Agost                |                                                                                          | OKB-1                               | Suborbital                       | Proves de míssils                | rowspan=1                                          | Desconegut                                         |
| Agost                | Apogeu: 150 km                                                                           |                                     |                                  |                                  |                                                    |                                                    |
| Agost                | Alemanya - Unió Soviètica - R-2                                                          | Alemanya - Unió Soviètica - R-2     | Unió Soviètica - Kapustin Iar    | Unió Soviètica - Kapustin Iar    | Unió Soviètica - OKB-1                             | Unió Soviètica - OKB-1                             |
| Agost                |                                                                                          | OKB-1                               | Suborbital                       | Proves de míssils                | rowspan=1                                          | Desconegut                                         |
| Agost                | Apogeu: 150 km                                                                           |                                     |                                  |                                  |                                                    |                                                    |
| Setembre             |                                                                                          |                                     |                                  |                                  |                                                    |                                                    |
| 1 de setembre        | Alemanya - Unió Soviètica - R-2                                                          | Alemanya - Unió Soviètica - R-2     | Unió Soviètica - Kapustin Iar    | Unió Soviètica - Kapustin Iar    | Unió Soviètica - OKB-1                             | Unió Soviètica - OKB-1                             |
| 1 de setembre        |                                                                                          | OKB-1                               | Suborbital                       | Proves de míssils                | 1 de setembre                                      | Reeixit                                            |
| 1 de setembre        | Apogeu: 150 km                                                                           |                                     |                                  |                                  |                                                    |                                                    |
| 3 de setembre 14:49  | Estats Units - Aerobee RTV-N-10                                                          | Estats Units - Aerobee RTV-N-10     | Estats Units - White Sands LC-35 | Estats Units - White Sands LC-35 | Estats Units - Marina dels Estats Units d'Amèrica  | Estats Units - Marina dels Estats Units d'Amèrica  |
| 3 de setembre 14:49  | Estats Units - Sunfollower                                                               | NRL                                 | Suborbital                       |                                  | 3 de setembre                                      | Reeixit                                            |
| 3 de setembre 14:49  | Apogeu: 106 km                                                                           |                                     |                                  |                                  |                                                    |                                                    |
| 18 de setembre       | Alemanya - Unió Soviètica - R-2                                                          | Alemanya - Unió Soviètica - R-2     | Unió Soviètica - Kapustin Iar    | Unió Soviètica - Kapustin Iar    | Unió Soviètica - OKB-1                             | Unió Soviètica - OKB-1                             |
| 18 de setembre       |                                                                                          | OKB-1                               | Suborbital                       | Proves de míssils                | 18 de setembre                                     | Reeixit                                            |
| 18 de setembre       | Apogeu: 150 km                                                                           |                                     |                                  |                                  |                                                    |                                                    |
| 19 de setembre 15:49 | Alemanya - V-2                                                                           | Alemanya - V-2                      | Estats Units - White Sands LC-33 | Estats Units - White Sands LC-33 | Estats Units - Exèrcit dels Estats Units d'Amèrica | Estats Units - Exèrcit dels Estats Units d'Amèrica |
| 19 de setembre 15:49 |                                                                                          | Exèrcit dels Estats Units d'Amèrica | Suborbital                       |                                  | 19 de setembre                                     | Error de llançament                                |
| 19 de setembre 15:49 | Vol final del V-2, llançament del projecte Hermes, Apogeu: 7 km                          |                                     |                                  |                                  |                                                    |                                                    |
| 25 de setembre 03:50 | Estats Units - Aerobee XASR-SC-1                                                         | Estats Units - Aerobee XASR-SC-1    | Estats Units - White Sands LC-35 | Estats Units - White Sands LC-35 | Estats Units - Exèrcit dels Estats Units d'Amèrica | Estats Units - Exèrcit dels Estats Units d'Amèrica |
| 25 de setembre 03:50 | Estats Units - GRENADES                                                                  | Exèrcit dels Estats Units d'Amèrica | Suborbital                       |                                  | 25 de setembre                                     | Reeixit                                            |
| 25 de setembre 03:50 | Apogeu: 117 km                                                                           |                                     |                                  |                                  |                                                    |                                                    |
| Setembre             | Alemanya - Unió Soviètica - R-2                                                          | Alemanya - Unió Soviètica - R-2     | Unió Soviètica - Kapustin Iar    | Unió Soviètica - Kapustin Iar    | Unió Soviètica - OKB-1                             | Unió Soviètica - OKB-1                             |
| Setembre             |                                                                                          | OKB-1                               | Suborbital                       | Proves de míssils                | rowspan=1                                          | Desconegut                                         |
| Setembre             | Apogeu: 150 km                                                                           |                                     |                                  |                                  |                                                    |                                                    |
| Setembre             | Alemanya - Unió Soviètica - R-2                                                          | Alemanya - Unió Soviètica - R-2     | Unió Soviètica - Kapustin Iar    | Unió Soviètica - Kapustin Iar    | Unió Soviètica - OKB-1                             | Unió Soviètica - OKB-1                             |
| Setembre             |                                                                                          | OKB-1                               | Suborbital                       | Proves de míssils                | rowspan=1                                          | Desconegut                                         |
| Setembre             | Apogeu: 150 km                                                                           |                                     |                                  |                                  |                                                    |                                                    |
| Setembre             | Alemanya - Unió Soviètica - R-2                                                          | Alemanya - Unió Soviètica - R-2     | Unió Soviètica - Kapustin Iar    | Unió Soviètica - Kapustin Iar    | Unió Soviètica - OKB-1                             | Unió Soviètica - OKB-1                             |
| Setembre             |                                                                                          | OKB-1                               | Suborbital                       | Proves de míssils                | rowspan=1                                          | Desconegut                                         |
| Setembre             | Apogeu: 150 km                                                                           |                                     |                                  |                                  |                                                    |                                                    |
| Setembre             | Alemanya - Unió Soviètica - R-2                                                          | Alemanya - Unió Soviètica - R-2     | Unió Soviètica - Kapustin Iar    | Unió Soviètica - Kapustin Iar    | Unió Soviètica - OKB-1                             | Unió Soviètica - OKB-1                             |
| Setembre             |                                                                                          | OKB-1                               | Suborbital                       | Proves de míssils                | rowspan=1                                          | Desconegut                                         |
| Setembre             | Apogeu: 150 km                                                                           |                                     |                                  |                                  |                                                    |                                                    |
| Setembre             | Alemanya - Unió Soviètica - R-2                                                          | Alemanya - Unió Soviètica - R-2     | Unió Soviètica - Kapustin Iar    | Unió Soviètica - Kapustin Iar    | Unió Soviètica - OKB-1                             | Unió Soviètica - OKB-1                             |
| Setembre             |                                                                                          | OKB-1                               | Suborbital                       | Proves de míssils                | rowspan=1                                          | Desconegut                                         |
| Setembre             | Apogeu: 150 km                                                                           |                                     |                                  |                                  |                                                    |                                                    |
| Octubre              |                                                                                          |                                     |                                  |                                  |                                                    |                                                    |
| 10 d'octubre 14:24   | Estats Units - Aerobee RTV-A-1                                                           | Estats Units - Aerobee RTV-A-1      | Estats Units - Holloman LC-A     | Estats Units - Holloman LC-A     | Estats Units - ARDC                                | Estats Units - ARDC                                |
| 10 d'octubre 14:24   |                                                                                          | ARDC                                | Suborbital                       |                                  | 10 d'octubre                                       | Reeixit                                            |
| 10 d'octubre 14:24   | Apogeu: 101 km                                                                           |                                     |                                  |                                  |                                                    |                                                    |
| 22 d'octubre 14:35   | Estats Units - Aerobee RTV-A-1                                                           | Estats Units - Aerobee RTV-A-1      | Estats Units - Holloman LC-A     | Estats Units - Holloman LC-A     | Estats Units - ARDC                                | Estats Units - ARDC                                |
| 22 d'octubre 14:35   | Estats Units - T-day                                                                     | ARDC                                | Suborbital                       |                                  | 22 d'octubre                                       | Reeixit                                            |
| 22 d'octubre 14:35   | Apogeu: 100 km                                                                           |                                     |                                  |                                  |                                                    |                                                    |
| 23 d'octubre 03:45   | Estats Units - Aerobee XASR-SC-2                                                         | Estats Units - Aerobee XASR-SC-2    | Estats Units - White Sands LC-35 | Estats Units - White Sands LC-35 | Estats Units - Exèrcit dels Estats Units d'Amèrica | Estats Units - Exèrcit dels Estats Units d'Amèrica |
| 23 d'octubre 03:45   | Estats Units - GRENADES                                                                  | Exèrcit dels Estats Units d'Amèrica | Suborbital                       |                                  | 23 d'octubre                                       | Reeixit                                            |
| 23 d'octubre 03:45   | Apogeu: 112 km                                                                           |                                     |                                  |                                  |                                                    |                                                    |
| 29 d'octubre         | Alemanya - Unió Soviètica - R-1                                                          | Alemanya - Unió Soviètica - R-1     | Unió Soviètica - Kapustin Iar    | Unió Soviètica - Kapustin Iar    | Unió Soviètica - OKB-1                             | Unió Soviètica - OKB-1                             |
| 29 d'octubre         |                                                                                          | OKB-1                               | Suborbital                       | Proves de míssils                | 29 d'octubre                                       | Reeixit                                            |
| 29 d'octubre         | Apogeu: 100 km                                                                           |                                     |                                  |                                  |                                                    |                                                    |
| 30 d'octubre         | Alemanya - Unió Soviètica - R-1                                                          | Alemanya - Unió Soviètica - R-1     | Unió Soviètica - Kapustin Iar    | Unió Soviètica - Kapustin Iar    | Unió Soviètica - OKB-1                             | Unió Soviètica - OKB-1                             |
| 30 d'octubre         |                                                                                          | OKB-1                               | Suborbital                       | Proves de míssils                | 30 d'octubre                                       | Reeixit                                            |
| 30 d'octubre         | Apogeu: 100 km                                                                           |                                     |                                  |                                  |                                                    |                                                    |
| 30 d'octubre         | Alemanya - Unió Soviètica - R-1                                                          | Alemanya - Unió Soviètica - R-1     | Unió Soviètica - Kapustin Iar    | Unió Soviètica - Kapustin Iar    | Unió Soviètica - OKB-1                             | Unió Soviètica - OKB-1                             |
| 30 d'octubre         |                                                                                          | OKB-1                               | Suborbital                       | Proves de míssils                | 30 d'octubre                                       | Reeixit                                            |
| 30 d'octubre         | Apogeu: 100 km                                                                           |                                     |                                  |                                  |                                                    |                                                    |
| Novembre             |                                                                                          |                                     |                                  |                                  |                                                    |                                                    |
| 21 de novembre       | Alemanya - Unió Soviètica - R-1                                                          | Alemanya - Unió Soviètica - R-1     | Unió Soviètica - Kapustin Iar    | Unió Soviètica - Kapustin Iar    | Unió Soviètica - OKB-1                             | Unió Soviètica - OKB-1                             |
| 21 de novembre       |                                                                                          | OKB-1                               | Suborbital                       | Proves de míssils                | 21 de novembre                                     | Reeixit                                            |
| 21 de novembre       | Apogeu: 100 km                                                                           |                                     |                                  |                                  |                                                    |                                                    |
| Desembre             |                                                                                          |                                     |                                  |                                  |                                                    |                                                    |
| 11 de desembre 23:47 | Estats Units - Aerobee XASR-SC-1                                                         | Estats Units - Aerobee XASR-SC-1    | Estats Units - White Sands LC-35 | Estats Units - White Sands LC-35 | Estats Units - Exèrcit dels Estats Units d'Amèrica | Estats Units - Exèrcit dels Estats Units d'Amèrica |
| 11 de desembre 23:47 | Estats Units - SPHERE                                                                    | Exèrcit dels Estats Units d'Amèrica | Suborbital                       |                                  | 11 de desembre                                     | Reeixit                                            |
| 11 de desembre 23:47 | Apogeu: 105 km                                                                           |                                     |                                  |                                  |                                                    |                                                    |
| 15 de desembre 21:38 | Estats Units - Viking                                                                    | Estats Units - Viking               | Estats Units - White Sands NLA-1 | Estats Units - White Sands NLA-1 | Estats Units - Marina dels Estats Units d'Amèrica  | Estats Units - Marina dels Estats Units d'Amèrica  |
| 15 de desembre 21:38 | Estats Units - Viking 9                                                                  | NRL                                 | Suborbital                       | Solar                            | 15 de desembre                                     | Reeixit                                            |
| 15 de desembre 21:38 | Apogeu: 217 km                                                                           |                                     |                                  |                                  |                                                    |                                                    |